# Leó Festetics
Dans le nom hongrois Festetics Leó, le nom de famille précède le prénom, mais cet article utilise l’ordre habituel en français Leó Festetics, où le prénom précède le nom.
Leó Festetics, comte de Tolna, né à Pécs le 8 octobre 1800 et mort à Budapest le 15 novembre 1884, est un compositeur hongrois. Il est aussi le directeur du Théâtre national de Pest.

## Biographie
Il est le seul enfant de Péter Festetics et de Katharina Sturm. Particulièrement intéressé par les arts, et notamment la musique, il étudie d'abord au Theresianum de Vienne, puis au Georgikon (de) de Keszthely, fondé par son oncle György. Entre 1825 et 1840, il fréquente souvent le parlement de Presbourg et visite ses environs, attiré non par la politique, mais plutôt par la vie mondaine. Reprenant la cause du « mouvement des jardins d'enfants » qui se développe dans les années 1830, il fait don d'un terrain et d'une maison à Tolná pour créer une « institution de jardins d'enfants », qui ouvre ses portes en 1836. En 1843, Leó se sépare de ses propriétés héritées et en achète une nouvelle à Veszprém, où il s'installe. Pendant la révolution et la guerre d'indépendance de 1848-49, il vit reclus, ne jouant aucun rôle.
En 1852, le gouvernement le nomme directeur du Théâtre national. Ce poste ne le rend pas heureux, et on l'accuse de négliger le théâtre pour l'opéra et d'avoir des manières un peu dures. Pour cette raison, en 1853, il lance également un journal intitulé Délibáb pour expliquer et propager ses vues artistiques. Parallèlement, il construit le grand balcon afin d'augmenter les revenus du théâtre. Après son départ en 1854, il est remplacé par le comte Gedeon Ráday (hu).
En 1864, il participe à la création de l'École nationale d'art dramatique (Színészeti Tanoda), dont il devient le directeur général en 1865. Il quitte son emploi en 1880 en raison d'un différend entre lui et l'un des enseignants, József Szigeti (hu).

## Famille
Leó Festetics est issu de la famille Festetics.
Sa première épouse est Borbála Kray (1798–1866), baronne de Kraiów et Topolya, qui lui donne quatre enfants : Béla (1825–1894), Franciska (1827–1878), Borbála (1831–1888) et Gyula (1834–1911).
Après la mort de sa femme, Leó épouse Krisztina Kubinyi (1837-1908), également d'origine noble. Cette union reste sans enfants.

## Œuvres
- A nemzeti szinházról (Pest, 1856)
- Illemtan. A szini tanoda használatára (Pest, 1867)

Ses articles polémiques parurent dans les journaux contemporains. En tant que compositeur, il a écrit des chansons d'église et des pièces pour piano.
Il est également l'auteur de la mélodie de la chanson folklorique Kondorosi csárda mellett (hu).

## Amitié avec Franz Liszt
Leó Festetics est l'ami et le correspondant de Franz Liszt, qui lui dédie notamment sa Rhapsodie hongroise n°13. Liszt base ses Spanisches Ständchen (S. 487) sur une mélodie que lui fournit le comte Festetics.
Pour ses premiers concerts en Hongrie en tant que pianiste célèbre, Franz Liszt se rend à Presbourg le 18 décembre 1839 puis se produit au Théâtre national de Pest le 4 janvier 1840. Il loge chez le comte Festetics, qui lui remet, à l'issue de ce concert triomphal, un sabre incrusté de pierres précieuses au nom de la nation hongroise.